# J̃
La J con virgulilla (Mayúscula: J̃ (minúscula: j̃, Minúscula en lituano: j̇̃), es un grafema usado en la escritura de los idiomas karitiana y lituano. Es la letra J diacrítico de una virgulilla.

## Uso
En Karitiana, escrita con la ortografía Storto, la j con virgulilla ‹J̃, j̃› se usa para transcribir alófonos nasalizados de una consonante palato-nasal subyacente.
En lituano, la j con virgulilla ‹J̃, j̃› es un grafema propuesto y utilizado por ciertos lingüistas y científicos, rara vez se utiliza. La virgulilla se utiliza como el circunflejo griego, indica el acento tónico largo. La J con virgulilla indica por tanto una /j/ que forma parte de un diptongo con acento tónico.

## Codificación
La J con virgulilla se puede representar con los siguientes caracteres en Unicode:
| forma             | representación | Puntos de código     | descripción                                                       |
| ----------------- | -------------- | -------------------- | ----------------------------------------------------------------- |
| Mayúscula         | J̃              | U+004A U+0303        | Letra mayúscula latina J con virgulilla                           |
| minuscule         | j̃              | U+006A U+0303        | Letra minúscula latina J con virgulilla                           |
| Minúscula lituana | j̇̃              | U+006A U+0307 U+0303 | letra minúscula latina j con punto diacrítico arriba y virgulilla |